# SOAP
SOAP (на английски: Simple Object Access Protocol) е протокол за обмен на структурирана информация при имплементацията на уеб услуги при компютърните мрежи.
SOAP осигурява лесна, разширяема и богата XML рамка за съобщения.
Протоколът увеличава оперативната съвместимост в различни, хетерогенни среди.
Спецификацията SOAP се поддържа от XML работната група на World Wide Web Consortium.

## Пример

### SOAP 1.1
```
POST
 
/HelloWorld
 
HTTP/1.1
Host:
 
localhost
Content-Type:
 
text/xml;
 
charset=utf-8
Content-Length:
 
length
SOAPAction:
 
"http://localhost/HelloWorld"

<?xml version="1.0" encoding="utf-8"?>

<soap:Envelope
 
xmlns:soap=
"http://schemas.xmlsoap.org/soap/envelope/"
>

  
<soap:Body>

    
<HelloWorld
 
xmlns=
"http://localhost/"
 
/>

  
</soap:Body>

</soap:Envelope>

```

### SOAP 1.2
```
POST
 
/HelloWorld
 
HTTP/1.1
Host:
 
localhost
Content-Type:
 
application/soap+xml;
 
charset=utf-8
Content-Length:
 
length

<?xml version="1.0" encoding="utf-8"?>

<soap12:Envelope
 
xmlns:soap12=
"http://www.w3.org/2003/05/soap-envelope"
>

  
<soap12:Body>

    
<HelloWorld
 
xmlns=
"http://localhost/"
 
/>

  
</soap12:Body>

</soap12:Envelope>

```

## Критика

### Предимства
- Позволява използването на достатъчно разнообразни, транспортни протоколи.
- Възможност за използване през стандартен HTTP get/response модел за заобикаляне на съществуващи защитни стени без да се изменя приложението.

### Недостатъци
- Поради многослойния XML, SOAP може да бъде значително по-бавен при по-големи съобщения.